# Contio

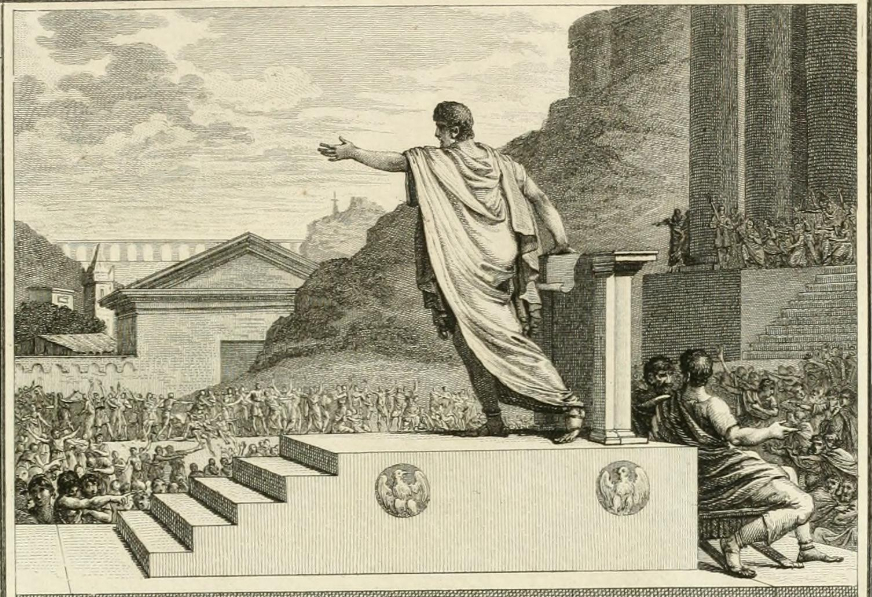
Gaius Gracchus talar till folket.

Contio (latin: “församling”, “offentligt möte”, pluralis “contiones”, ursprunglig form conventio från verbet convenire, “komma samman”) var en form av offentlig församling som kunde sammankallas av en ämbetsman i det antika Rom. Församlingen var den enda formella mellan Roms ämbetsmän och dess medborgare. Till skillnad från andra församlingar följdes inte contio av en omröstning och hade därmed ingen direkt beslutande roll. Församlingens egentliga syfte var att förmedla legislativa förändringar och beslut tagna i senaten samt att fungera som en plattform för diskussion kring beslut som togs i andra instanser, vilka benämndes såsom rogationes. Contio hade även rollen som en bredare plattform för informationsförmedling till medborgarna, genom vilken exempelvis information om militära kampanjer nådde folket. Fastän contio var tänkt som ett ensidigt kommunikativt medel fanns här möjlighet för åhörarna att påverka både talaren och senatens förslag genom att öppet visa sitt missnöje. Ett förslag som möttes av överväldigande negativ respons kunde leda till att det drogs tillbaka och aldrig senare togs upp för omröstning.

## Betydelse i romersk politik
Enligt romersk tradition hade contiones sitt ursprung under kungatiden, då kungen var den ende som kunde sammankalla ett möte och således få en direkt kontakt med det romerska folket. Samtliga omnämnanden av contiones under denna period härrör dock från senare tiders källmaterial, och har en mycket osäker historicitet.
Under den romerska republiken innehade contio sin viktigaste period och utövade en stor betydelse och påverkan på romersk politik. I synnerhet hade de möten då rogationes diskuterades en avgörande betydelse. Contiones utgjorde således navet i den legislativa processen, då förslagen kunde diskuteras och debatteras i flera veckor innan de röstades igenom. Själva de lagstiftande församlingarna fick istället en praktisk roll i att genomföra själva omröstningen. Genom att sammankalla eller hota med att sammankalla contio gavs även stort inflytande till individuella ämbetsmän. Ett exempel är den romerska generalen Scipio som ursprungligen fick sin kampanj till Afrika under det andra puniska kriget nekad av senaten. Efter att ha hotat med att sammankalla contio för att vinna över det romerska folket till sin sida ändrades dock beslutet, vilket blev en avgörande faktor för krigets utgång och förärade generalen med tillnamnet Scipio Africanus.
Senrepubliken är den viktigaste perioden för forskning om contiones, då det från perioden finns som mest källmaterial bevarat, samt därtill hela bevarade tal som hölls under contiones. Under hela perioden finns information om 124 individuella sammankomster. Den viktigaste källförfattaren, och som även givit ut flera av sina egna tal, är den romerska statsmannen Marcus Tullius Cicero som själv var inblandad i ett tjugotal av de ovan nämnda sammankomster. Ett exempel är då Cicero motsatte sig tribunen Publius Servilius Rullus jordfördelningsplan som avsåg att omfördela mark till det romerska folket. Cicero hävdade att Rullus hade talat nedsättande om plebejer och propagerade mot honom i sina tal, De lege agraria, vilket resulterade i att lagförslaget därför inte gick igenom i omröstningen. Ett annat exempel som Cicero gjorts sig känd för är talen mot Catilina, som hade iscensatt en sammansvärjning mot den romerska staten. Cicero höll totalt fyra tal mot Catilina, varav det första och fjärde hölls inför senaten, medan det andra och tredje hölls under contiones inför folket. Det andra talet syftade till att informera folket om att Catilina lämnat staden för att ansluta sig till sin armé och att uppmana dem att själva inte ansluta sig till upprorsmakarna, medan det tredje berättade om hans seger över desamma.

## Folkets inflytande
Sedan 1980-talet har nya diskussioner och ny forskning om folkets makt och därmed contiones betydelse framtagits. Contio har därmed fått större utrymme i den vetenskapliga diskussionen kring demokrati och medborgarnas inflytande i den romerska republiken.
Vissa forskare menar att contio inte var mer än en formalitet där senaten kunde tala till folket och vinna över dem till sin sida. Endast en liten del av de romerska medborgarna hade möjlighet att närvara på contio. Detta kan ha berott på att folk hade arbete att utföra och medborgarna hade inte tid att sätta sig in i eller delta i politiken aktivt. Därför menar forskare att det är svårt att se de aktiva deltagarna som representanter för hela den romerska befolkningen, speciellt eftersom de förmögna kan ha haft större möjligheter att delta.
Andra menar däremot att folkets makt var större, och kunde utnyttjas av skickliga talare till sin fördel. En annan debatt som uppstått handlar om hur folkets makt därtill påverkade det politiska systemet. Tidigare forskning utmålar en tydlig dikotomi mellan folket och elitens intressen, medan nyare rön snarare menar att det mellan grupperna fanns ett ömsesidigt beroende och att det folkliga inflytandet förstärkte, snarare än motsatte sig, den aristokratiska samhällsordningen. De flesta inom akademin är idag dock överens om att ämnet är värt att forska vidare i. Detta gör att tidigare teorier som hävdar en total avsaknad av folkligt inflytande, den så kallade ”frozen waste-teorin”, inte längre har samma relevans som tidigare.